# Solmsscher Hof

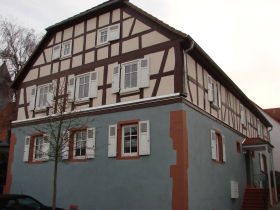
Das ehemalige Herrenhaus des Hofes

Der Solmssche Hof ist ein ehemaliger Wirtschaftshof im Zentrum des Karbener Ortsteils Petterweil. Der große, vierseitig umbaute Hof wurde in karolingischer Zeit westlich der Martinskirche errichtet.
Ursprünglich war der Hof im Besitz des Klosters Fulda. 1352 wurde er an das Kloster Arnsburg verkauft. Nach dem Mitte des 15. Jahrhunderts einsetzenden wirtschaftlichen Niedergang des Klosters wurde der Hof 1487 verpfändet und kam in den Besitz des Deutschordens, der im benachbarten Kloppenheim seit 1269 ansässig war. Vermutlich noch vor Beginn des Bauernkrieges 1525 wurde der Hof Sitz der Grafen von Solms, die seit der frühen Neuzeit bis 1816 in Petterweil hoheitliche Rechte ausübten.
Das Anwesen besteht aus einer Gruppe mehrerer Gebäude, die um einen trapezförmigen Innenhof angeordnet sind. Eine Lücke an der Nordseite erschließt den Hof zur Straße. Kunsthistorisch bedeutsam ist das ehemalige zur Straße hingewandte Herrenhaus, das im 18. Jahrhundert neu errichtet wurde. Dem breiten, dreigeschossigen Krüppelwalmdachbau dient ein massiv ausgeführtes Erdgeschoss als Sockel. Darauf aufsetzend ist das umlaufend in Fachwerk ausgeführte Obergeschoss. Die an der Südseite des Hofes errichtete Scheune prägt mit einer zur Straße liegenden Fachwerkwand nachhaltig das Ortsbild. Das ehemalige Wirtschaftsgebäude wurde 1992 zur Errichtung von Eigentumswohnungen abgebrochen.